# Швецов, Вадим Аркадьевич
Вадим Аркадьевич Швецов (род. 1967) — российский предприниматель, председатель Совета директоров ПАО «Соллерс». С 2005 года неоднократно попадал в списки самых богатых людей России. По состоянию на 2007 год был на 86-м месте в рейтинге Финанс-500. В 2007 году входил в список богатейших бизнесменов России по версии журнала Forbes с состоянием 780 млн долларов. 

## Биография
Родился 30 августа 1967 года в Череповце (Вологодская область).
В 1992 году окончил Московский институт стали и сплавов по специальности «Электропривод и автоматизация промышленных установок и технических комплексов». После окончания института был назначен начальником отдела по работе с молодежью Череповецкого металлургического комбината. 
В 1993 — назначен коммерческим директором, а затем — генеральным директором компании «Северсталь-инвест».
С 1997 — директор по сбыту ОАО «Северсталь». На этом посту создал систему продаж ОАО «Северсталь» как на внутреннем, так и на внешнем рынках. Отвечал за сбыт металла и продажу продукции, которую «Северсталь» получала по бартеру от своих потребителей.
С 1996 по 2000 год был депутатом Череповецкой городской думы.
В 2000 году, после того как «Северсталь» стала крупнейшим акционером УАЗа, Вадим Швецов стал председателем совета директоров компании. 
С 2001 — первый заместитель генерального директора ОАО «Северсталь».
В 2001 году учился в Великобритании в бизнес-школе при университете Нортумбрия (Ньюкасл), где получил степень МВА.
С июля 2002 года Швецов стал председателем совета генеральных директоров Приволжского федерального округа, а с марта 2003 года по 2004 год работал в должности председателя совета «Объединения автопроизводителей России». В 2004 году стал главой этого объединения. Одной из инициатив Швецова было последовательное повышение ставки импортной пошлины с 25% до 50%.  
С 2002 года занял пост первого заместителя генерального директора «Северсталь-групп» и генерального директора ПАО «Соллерс» (тогда ОАО «Северсталь-авто»), имел доли в компаниях «Северстальтранс», «Свеза», «Челябинский цинковый завод».  
В 2005 начато сотрудничество с южнокорейским производителем внедорожников SsangYong, итальянским концерном Fiat и японской компанией Isuzu. В 2008 году на заводах Швецова было собрано 14 300 автомобилей SsangYong, а продажи автомобилей Fiat (модели Albea и Ducato) в России выросли более чем в 10 раз.
В начале 2007 года глава металлургического концерна «Северсталь» Алексей Мордашов вышел из автомобильного бизнеса, продав 49,3 % акций ОАО «Северсталь-авто» генеральному директору компании Вадиму Швецову. До этого у Швецова уже было 8,7 % акций компании. ОАО «Северсталь-авто» было выкуплено у «Северстали» и преобразовалось в ПАО «Соллерс» (SOLLERS). Одновременно с этим Вадим Швецов вышел из всех предприятий, связанных с металлургией.
В 2011 году было создано совместное предприятие Ford Sollers, которое отвечало за производство и реализацию обширной линейки автомобилей Ford в России. 
С 2012 по 2019 годы Швецов занимал должность генерального директора Ульяновского автомобильного завода, основным акционером которого является ПАО «Соллерс». 
Во Владивостоке с 2012 года действует производство автомобилей Mazda CX5, Mazda CX9, Mazda CX30  и Mazda 6 в рамках СП «Мазда Соллерс». 
В июне 2019 года Швецов избран на пост председателя Совета директоров ПАО «Соллерс». Одновременно с этим он покинул пост генерального директора компании.
27 июня 2022 года продал контрольный пакет автоконцерна «Соллерс» топ-менеджменту компании.
По состоянию на 2017 год годовой оборот компании «Соллерс» составлял 47,9 миллиарда рублей. Вадим Швецов — контролирующий акционер группы (около 58 %).
В группу «Соллерс» входят:
- Ульяновский автомобильный завод (ООО «УАЗ»). Выпускает полноприводные легковые и коммерческие автомобили под брендом УАЗ.
- Заволжский моторный завод (ПАО «ЗМЗ)». Выпускает бензиновые автомобильные двигатели.
- ООО «Соллерс Форд» (51/49) - совместное предприятие ПАО «Соллерс» (выкупил контролирующую долю в размере 51 % в уставном капитале СП в 2019 году) и глобального концерна Ford в Елабуге. Выпускает семейство автомобилей Ford Transit.
- ООО «Мазда Соллерс Мануфэкчуринг Рус» (50/50) - совместное предприятие с Mazda во Владивостоке. Производит автомобили Mazda CX5, Mazda CX9, Mazda CX30  и Mazda 6, с 2019 года экспортирует двигатели собственного производства на комплектацию автомобилей Mazda в Японию.

Швецов владеет английским языком. Увлекается пилотированием самолетов, гоночной ездой, в частности ездой на мотоцикле.

## Награды
- медаль ордена «За заслуги перед Отечеством» II степени